# NGC 1591
NGC 1591 (другие обозначения — ESO 484-25, MCG -4-11-15, IRAS04274-2649, PGC 15276) — спиральная галактика с перемычкой в созвездии Эридан.
Этот объект входит в число перечисленных в оригинальной редакции «Нового общего каталога».
В галактике вспыхнула сверхновая SN 2008V типа IIb, её пиковая видимая звездная величина составила 16,8.